# Chapelle rupestre Saint-Jean-Baptiste
La chapelle rupestre Saint-Jean Baptiste est une cavité aménagée et affectée au culte ; elle est située dans la commune de Digne-les-Bains, département des Alpes-de-Haute-Provence.
La chapelle a été bâtie à l’intérieur d’une cavité naturelle.

## Accès

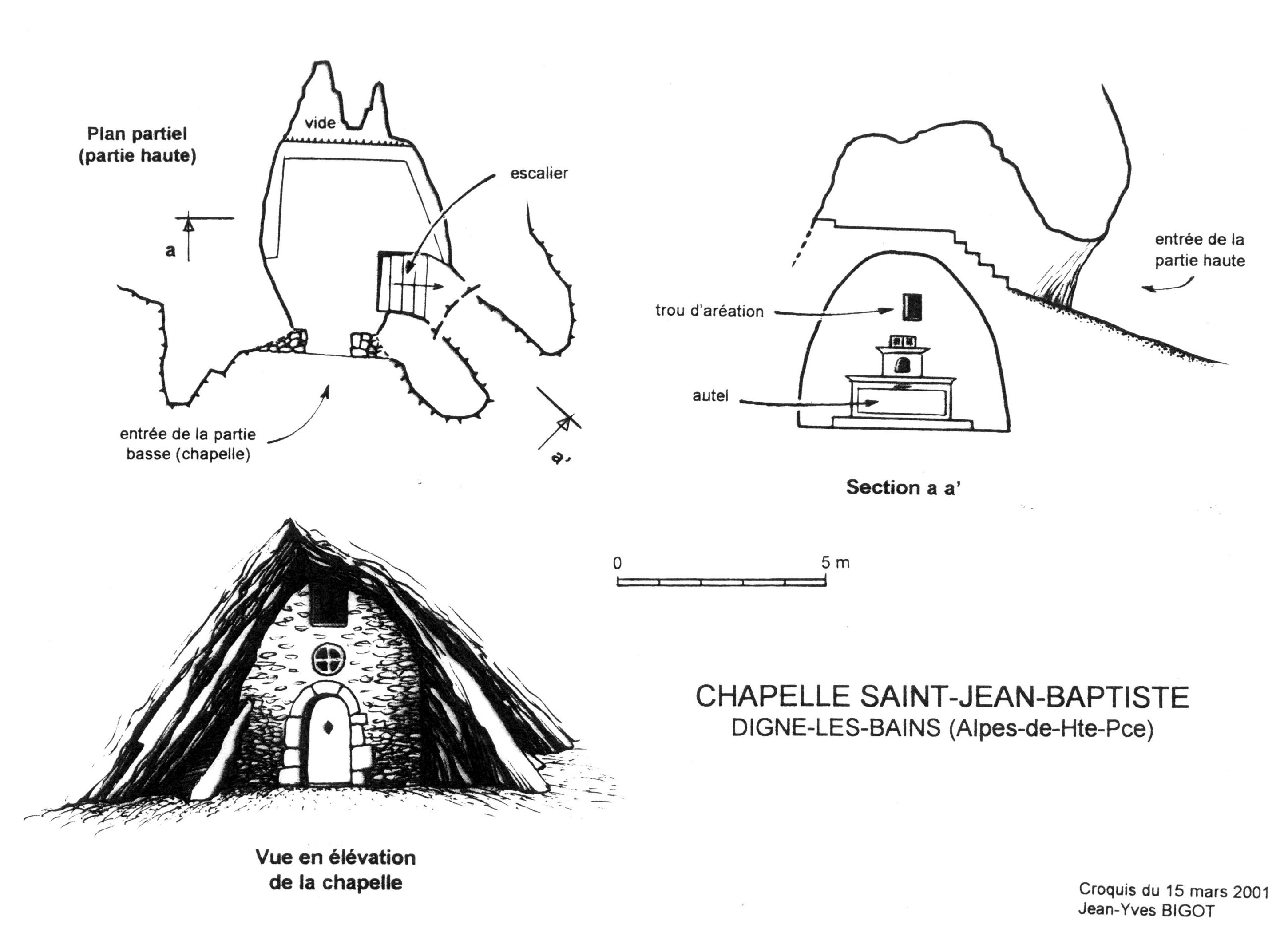
Croquis de la chapelle Saint-Jean-Baptiste de Digne.

Depuis les Thermes de Digne, un sentier malaisé dans le vallon Saint-Jean mène à la chapelle.

## Géologie
La grotte-chapelle s'ouvre dans les calcaires du Jurassique.

## Histoire
La chapelle n’étant pas citée par Gassendi, elle a probablement été construite après 1654. La date de 1772 est gravée dans la clé de voûte de la porte d'entrée.